# Organorutheniumchemie

Structuurformule van Grubbs' katalysator.

In strikte zin worden in de organorutheniumchemie verbindingen bestudeerd waarin een directe binding voorkomt tussen koolstof en ruthenium. In een ruimere betekenis worden ook organische reacties bestudeerd waarin ruthenium een rol speelt. Ruthenium is een metaal en de organorutheniumchemie is dus een subdiscipline van de organometaalchemie.
Hoewel er enkele technische toepassingen van organorutheniumverbindingen zijn waarbij de stoffen als katalysator optreden, is de belangstelling ervoor vooral academisch van aard. De chemie van organorutheniumverbindingen lijkt erg op die van organoijzerverbindingen, wat niet verwonderlijk is omdat ijzer in groep 8 van het periodiek systeem direct boven ruthenium staat. De belangrijkste uitgangsstoffen bij de introductie van ruthenium in organometaalverbindingen zijn ruthenium(III)chloride en trirutheniumdodecacarbonyl. Het aan de laatste stof verwante Ru(CO)5 is hier minder voor geschikt omdat deze verbinding makkelijk ontleed:
Ru3(CO)12  +  3 CO  →  3 Ru(CO)5
In vergelijking met organopalladiumverbindingen zijn er minder toepassingen, vooral vanwege het hogere coördinatiegetal, waardoor reacties moeilijker te sturen zijn, en het grote aantal oxidatiegetallen, -II tot +VI, dat in organorutheniumverbindingen een rol kan spelen.

## Liganden
De belangrijkste liganden in de organorutheniumchemie zijn:
- Koolstofmonoxide (CO) via een carbonylcomplex
- Fosfines, vooral BINAP wordt als asymmetrische ligand in veel rutheniumkatalysatoren gebruikt om asymmetrische syntheses te realiseren[2][3][4][5]
- Cyclopentadieen, zoals in ruthenoceen
- Verschillende aromatische verbindingen en dienen, zoals cumeen in cumeenrutheniumdichloridedimeer of COT en COD in Ru(COD)(COT).
- Carbenen, zoals in Grubbs' katalysator
- Halogeniden: deze worden gemakkelijk vervangen door alkyl-, aryl- of hydrideliganden
- Waterstof

## Navigatie
Navigatie Koolstof-elementbinding